# Termosfera

Pionowy podział atmosfery ziemskiej z zachowaną skalą wysokości

Termosfera – zewnętrzna warstwa atmosfery planety, w której ma miejsce absorpcja promieniowania, co skutkuje wzrostem temperatury z wysokością. Gazy w termosferze są bardzo rozrzedzone i może być ona uznawana za część przestrzeni kosmicznej. Jest położona nad mezosferą, od której dzieli ją mezopauza, a pod najbardziej zewnętrzną egzosferą, od której oddziela ją termopauza.

## Termosfera ziemska
Warstwa ta zaczyna się od wysokości ok. 85–90 km nad powierzchnią Ziemi. Warstwa ta zawdzięcza nazwę (gr. thermos – ciepły, gorący) szybkiemu wzrostowi temperatury w jej dolnej części. Jest to spowodowane absorpcją słonecznego promieniowania rentgenowskiego i ultrafioletu. Powodują one fotojonizację i fotodysocjację cząsteczek gazów. Jako że natężenie wysokoenergetycznego promieniowania zależy od pory dnia, a także fazy aktywności słonecznej, temperatury gazów w termosferze wykazują dużą zmienność. W najcieplejszej porze popołudniowej temperatury rosną gwałtownie od minimum w mezopauzie (−80 °C lub mniej) do około +100 °C na wysokości 120 km, dalej do 700 °C na wysokości 250 km i następnie wolniej do około 1000 °C na górnej granicy, ok. 800 km nad powierzchnią Ziemi. Dobowe różnice są bardzo duże, temperatura na wysokości 500 km zmienia się od 400 °C nocą do ponad 1000 °C w ciągu dnia. Należy zaznaczyć, że temperatura tak rozrzedzonego gazu jest rozumiana w znaczeniu termodynamicznym, jako miara średniej energii kinetycznej cząsteczek. Ze względu na panującą w termosferze wysoką próżnię, przewodzenie ciepła niemal nie zachodzi i obiekty w termosferze szybko tracą ciepło przez wypromieniowanie. Podczas minimum aktywności słonecznej emisja wysokoenergetycznego promieniowania znacznie spada i dzienne temperatury termosfery są o kilkaset kelwinów niższe.
Powyżej wysokości 90–100 km (homopauzy) gazy atmosferyczne nie są już w istotny sposób mieszane przez turbulencje i skład chemiczny zmienia się z wysokością. Obszar ten nosi nazwę heterosfery i obejmuje termosferę. W termosferze występują fale i pływy atmosferyczne, powodujące ruchy cząstek, który można określać mianem wiatru.

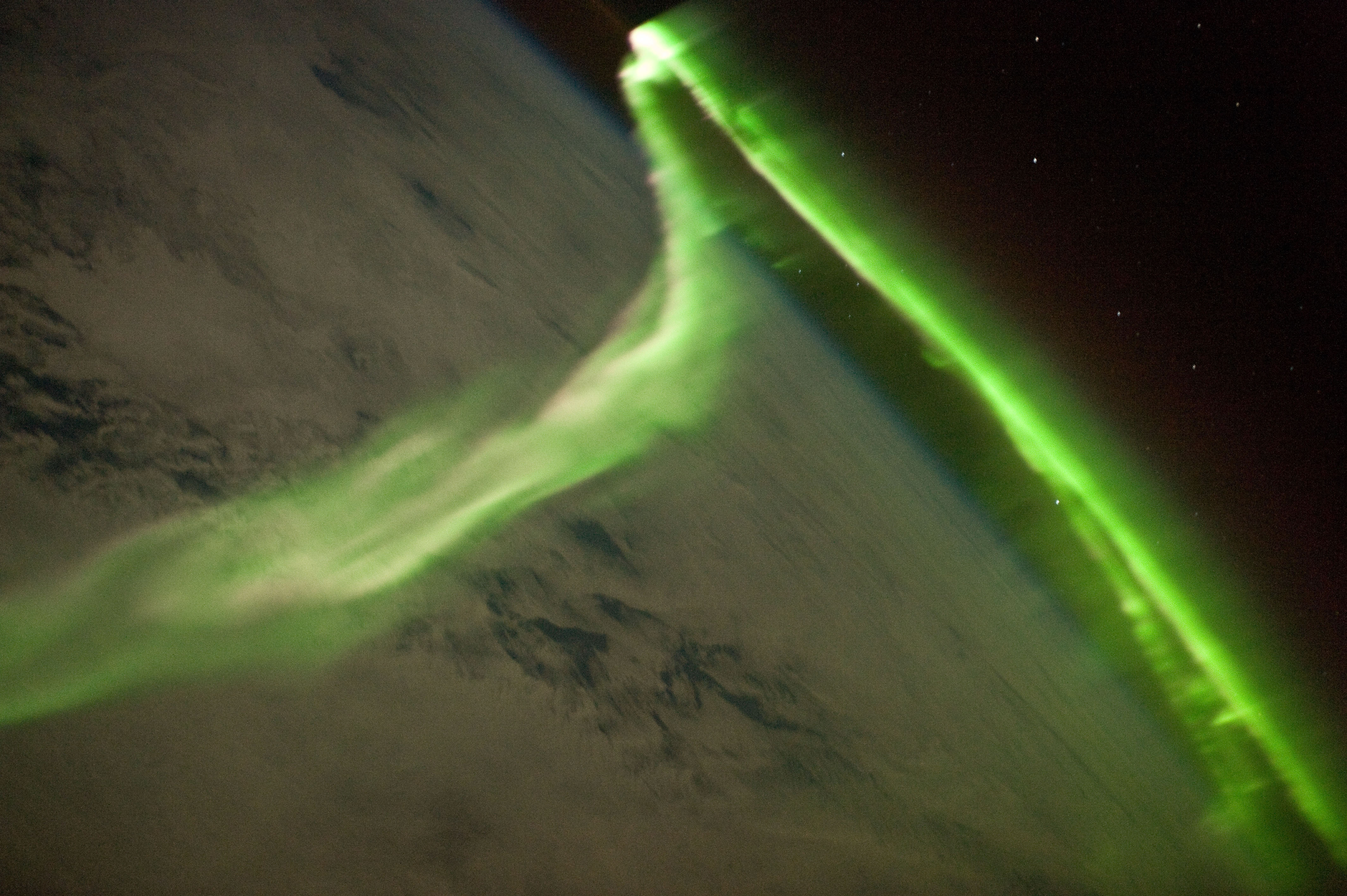
Zorza polarna w termosferze, sfotografowana z Międzynarodowej Stacji Kosmicznej również krążącej w termosferze

Obszar powyżej wysokości 100 km (tzw. linia Kármána), czyli większość termosfery, umownie określany jest mianem przestrzeni kosmicznej. Opory aerodynamiczne ruchów są tu dość niskie, aby ciała poruszające się z dostatecznie dużą prędkością mogły krążyć po długoterminowo stabilnych orbitach. W obrębie termosfery przebiegają niskie orbity okołoziemskie i krąży wiele sztucznych satelitów Ziemi, w tym Międzynarodowa Stacja Kosmiczna. Zmiany gęstości termosfery związane z pogodą kosmiczną sprawiają, że co pewien czas trzeba korygować ich orbity. Powyżej wysokości 160 km zanika zjawisko fali dźwiękowej.
Fotojonizacja gazów powoduje powstawanie dużej liczby jonów, które tworzą ziemską jonosferę. Obejmuje ona termosferę i mezosferę, przy czym liczebność jonów jest wyższa w termosferze. Z tego względu to głównie w niej powstają zorze polarne.

## Termosfery innych planet
Absorpcja wysokoenergetycznego promieniowania ze Słońca tworzy termosfery także innych planet w Układzie Słonecznym. Termosfera Wenus, powyżej 100 km nad powierzchnią, nie jest tak wykształcona jak w przypadku Ziemi i wykazuje wahania temperatury od 300 K w dzień do zaledwie 100 K nocą. Z tego względu termosfera nocnej strony Wenus jest określana mianem kriosfery. Gradient temperatury generuje silne wiatry na wysokościach termosferycznych, przenoszące gaz i ciepło z dziennej strony. Termosferę powyżej około 100 km nad powierzchnią ma także Mars. Warstwę tę definiuje się także w przypadku atmosfer planet–olbrzymów oraz Tytana, księżyca Saturna.